# 華萊士 (內布拉斯加州)
華萊士（英語：Wallace）是位於美國內布拉斯加州林肯縣的村。

## 人口
根據2020年美國人口普查的數據，華萊士的面積為1.84平方千米，皆為陸地。當地共有人口318人，而人口密度為每平方千米173人。